# ТЕС Рітхала
28°43′58″ пн. ш. 77°6′6″ сх. д. / 28.73278° пн. ш. 77.10167° сх. д.
ТЕС Рітхала – теплова електростанція у Індії, на території Національної столичної території Делі.
В межах підготовки до Ігор Співдружності 2010 вирішили підсилити енергозабезпечення Делі за рахунок нової електростанції. Враховуючи терміновість завдання, прийняли пропозицію компанії Tata Power щодо використання бувшого у вжитку обладнання, що дозволяло скоротити час на його закупівлю та монтаж. Як наслідок, у Рітхала спорудили блок комбінованого парогазового циклу, в якому дві газові турбіни потужністю по 36,8 МВт (рік випуску 1988-й) живили через відповідну кількість котлів-утилізаторів (рік випуску 1989-й) одну парову турбіну з показником 37,5 МВт (рік випуску 1989-й). Втім, в умовах спекотного клімату турбіни не можуть видавати номінальну потужність, тому фактичну потужність ТЕС Рітхала визначили як 95 МВт (3 х 31,6 МВт). Як паливо станція мала використовувати природний газ, що надходить в район Делі по газопроводах Віджайпур – Дадрі та Аурая – Дадрі.
Незважаючи на використання вже існуючого обладнання, проект все рівно не встигли реалізувати до початку Ігор і він став до ладу лише в 2011 році. При цьому на тлі зростання споживання природного газу та падіння видобутку в країні існував дефіцит природного газу, так що вже у 2012-му ТЕС Рітхала зупинилась. Ситуація була настільки серйозною, що у 2015-му в Національній столичній території Делі прийняли рішення закрити кілька ТЕС, і серед них ТЕС Рітхала, щоб передати ресурс блакитного палива найбільш сучасній та енергоефективній ТЕС Прагаті III.
Для технологічних потреб станції використовували воду зі стічних споруд Делі.
Видача продукції ТЕС відбувалась по ЛЕП, розрахованій на роботу під напругою 66 кВ.